# Bob Aardoom
Bob Aardoom (16 november 1941) is een voormalig Nederlands profvoetballer, die in het verleden als keeper uitkwam voor Sparta Rotterdam.

## Carrière
Bob Aardoom was gedurende het seizoen 1963/64 derde keeper van Sparta achter Pim Doesburg en Jan van der Velden. Hij debuteerde op 8 december 1963 voor Sparta Rotterdam in de eredivisie. Dit gebeurde tijdens de met 5-2 verloren uitwedstrijd tegen FC Volendam. Aardoom verving Jan van der Velden, die na een botsing met Dick Tol een blessure aan zijn borstbeen opliep. Dit was de enige eredivisiewedstrijd voor Sparta van Bob Aardoom.